# Evropské vydavatelstvo
Evropské vydavatelstvo bylo knižní nakladatelství, působící především v období Protektorátu, vedené Lidou Jelínkovou-Bačkovskou.

## Profil vydavatelství
Evropské vydavatelstvo působilo v letech 1937–1947 v Praze. Vzniklo z původního vydavatelství Bačkovský. V období Protektorátu byla značná část jeho produkce zaměřena pronacisticky; vydávalo publikace které útočily na Edvarda Beneše a Židy. Knihy o přírodě byly překládány z němčiny. Po 2. světové válce ještě působilo do roku 1947. Ve značkách vydavatelství se objevovala velká písmena EV.

## Lída Jelínková-Bačkovská
Lída Jelínková-Bačkovská se narodila v Praze-Vinohradech (1910–??) a pocházela z nakladatelské rodiny. Nakladateli byli již její dědeček Dr. František Bačkovský, otec Jindřich Bačkovský i strýc Jaroslav Bačkovský.
V letech 1938–1944 byla provdána za Harryho Jelínka (1905–1986), známého kolaborací a dobrodružným životem. Ten až do rozvodu firmu řídil, byl jejím společníkem a prokuristou.
Datum a místo úmrtí Lídy Jelínkové-Bačkovské literatura neudává.

## Vydané publikace
První publikací Evropského vydavatelstva byla kniha:
- Klaus Hinrichs: Státní koncentrační tábor VI. (1937, protinacistická publikace)

V antisemitské a antibenešovské edici Politická knihovna vycházely publikace jako:
- Ferdinand Kahánek: Beneš kontra Beck (1939)
- Ferdinand Kahánek: Zákulisí presidentské volby Dr. Beneše (1939)[4]
- Dieter Schwarz: Světové židovstvo – organizace, moc a politika (1939)
- Antonín Bouchal: Beneš atentátník (1943)[5]

Od října 1938 do ledna 1944 vydávalo Evropské vydavatelstvo antisemitský, protibenešovský a aktivistický časopis Znova, jehož šéfredaktorem byl Harry Jelínek.
V beletrii byli nejvydávanějšími autory Felix Cámara (vlastním jménem Felix Emil Josef Karel Cammra, 1897–1945) a Frank H. Argus (vlastním jménem Hans Heinz Šimbera, 1902–1968):
- Felix Cámara: Dívka v modrém (1942, námět filmu Otakara Vávry z roku 1939, s Lídou Baarovou)
- Frank H. Argus: Poslední Podskalák (1942, román)

Evropské vydavatelstvo vydávalo i knihy o přírodě a pro děti, jako:
- Alexandra F. Jelínková: Povídám, povídám pohádku (1943, vlastním jménem Františka Jelínková)
- Jaroslav Slavata: Trampoty barona z Budějova (1943, humoristický detektivní román, obálka a výzdoba Otakar Štembera)
- Bernhard Grzimek: Taková jsme my, zvířata – povídky, pozorování a pokusy ze světa zvířat (1944)

Po obnovení Československa vydala Lída Jelínková-Bačkovská v Evropském nakladatelství ještě pět publikací:
- G. Laskaj (redakce): Doplňková ruská četba s obrázky (1947)

V roce 1947 nakladatelství ukončilo činnost.